# チオレドキシンジスルフィドレダクターゼ
チオレドキシンジスルフィドレダクターゼ（thioredoxin-disulfide reductase）は、ピリミジン代謝酵素の一つで、次の化学反応を触媒する酸化還元酵素である。
チオレドキシン + NADP+ {\displaystyle \rightleftharpoons } チオレドキシンジスルフィド + NADPH + H+
反応式の通り、この酵素の基質はチオレドキシンとNADP+、生成物はチオレドキシンジスルフィドとNADPHとH+である。補因子としてFADを用いる。
組織名はthioredoxin:NADP+ oxidoreductaseで、別名にNADP-thioredoxin reductase、NADPH-thioredoxin reductase、thioredoxin reductase (NADPH)、NADPH2:oxidized thioredoxin oxidoreductaseがある。

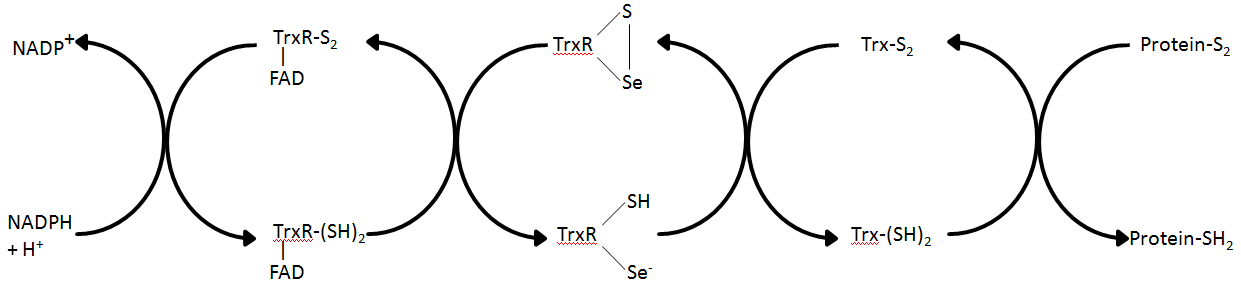
酸化還元サイクルの概念図
TrxR:チオレドキシン・ジスルフィド還元酵素
FAD:フラボタンパク質
S_{2}:ジスルフィド結合
Se:セレニウム
Trx-S_{2}:チオレドキシンジスルフィド
Trx-(SH)_{2}:チオレドキシン
Protein:タンパク質等

- 酸化還元サイクルの概念図
- TrxR:チオレドキシン・ジスルフィド還元酵素
- FAD:フラボタンパク質
- S2:ジスルフィド結合
- Se:セレニウム
- Trx-S2:チオレドキシンジスルフィド
- Trx-(SH)2:チオレドキシン
- Protein:タンパク質等

## 阻害剤
がん治療目的で阻害剤の研究がなされている。
- オーラノフィン
- カルムスチン

- クェルセチン
- ミリセチン